# Bodemstempel

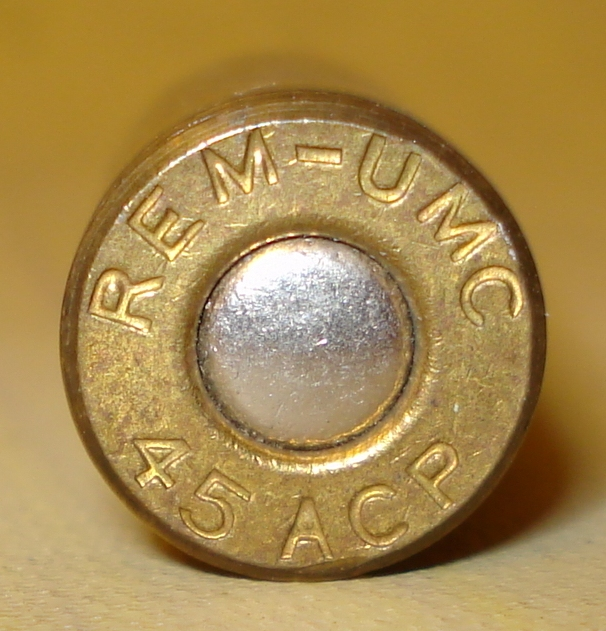
bodemstempel van een .45 Remington-Thompson huls

Een bodemstempel noemt men één of meer letters en/of cijfers en/of tekens op bodem van een huls. Het stempel kan in negatief of positief reliëf in de hulsbodem geperst zijn.
Dit stempel kan (al dan niet gecodeerde) informatie bevatten over:
- de fabrikant van de huls;
- het tijdstip van fabricage;
- het tijdstip van samenstellen tot een patroon;
- de kruitlading in de huls;
- het nummer of letter van het lot;
- het kaliber van de huls of het kaliber van het vuurwapen waar deze voor bestemd is;
- de soort patroon, bijvoorbeeld lichtspoor of pantser;
- het aantal brandgaten in de huls;
- het hulsmateriaal;
- de leverancier van het hulsmateriaal of de metaalpartij.
In het verleden werden (voor militair gebruik) soms nog bepaalde merken aan het bodemstempel toegevoegd. Met die merken (cirkels, punten, kruisjes) werd aangegeven dat de huls voor een bepaald doel één of meerdere malen was herladen.
Soms is het oorspronkelijke bodemmerk (al dan niet meer of minder onzichtbaar gemaakt) overgestempeld met een nieuw merk. In enkele gevallen treft men een inwendig merk aan op de binnenzijde van de hulsbodem.